# История Национальной хоккейной лиги (1917—1942)

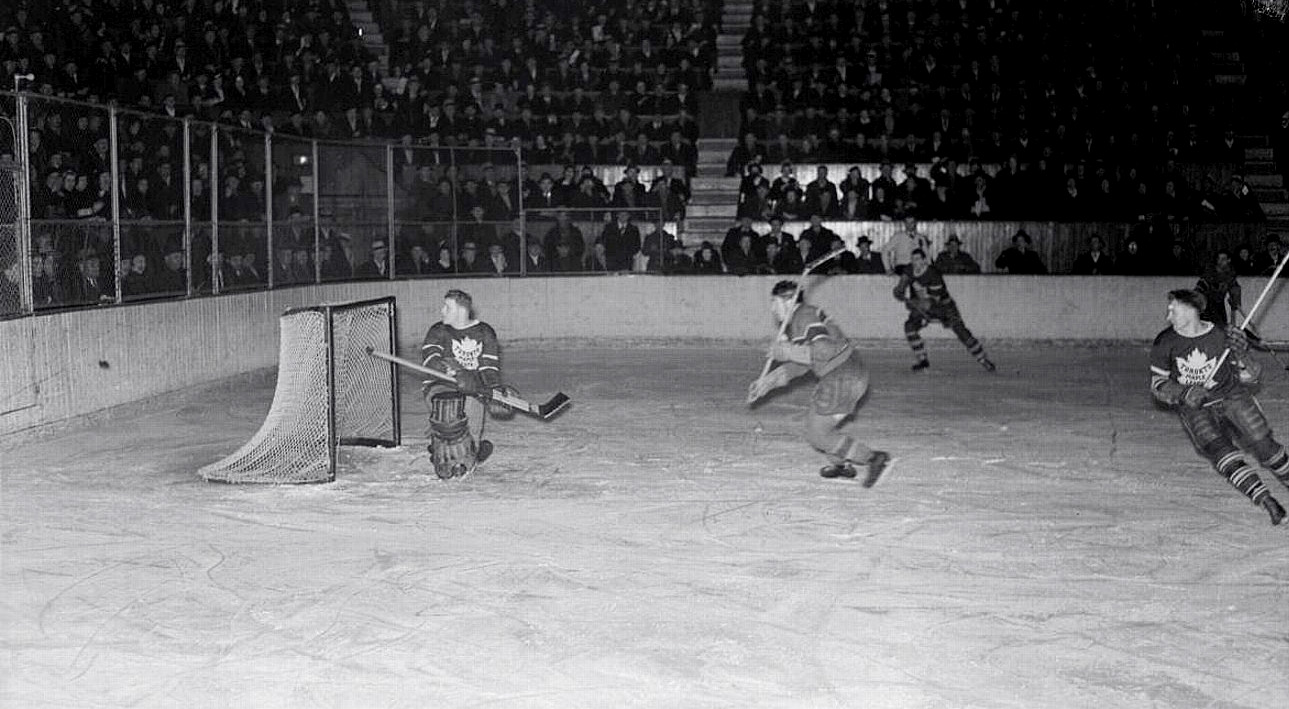
Монреаль Канадиенс принимает Торонто Мэйпл Лифс в 1938 году.

Национа́льная хокке́йная ли́га (НХЛ) — была основана в 1917 году после распада её предшественницы — Национальной хоккейной ассоциации (НХА). Стремясь сместить Эдди Ливингстона с поста владельца « Торонто Блюрубашетс », большинство франшиз NHA (« Монреаль Канадиенс », « Монреаль Уондерерс», « Оттава Сенаторз » и « Квебек Бульдогс ») приостановили действие NHA и сформировали новую НХЛ. Квебекские бульдоги, будучи членом, не работали в НХЛ первые два года. Вместо этого владельцы Toronto Arena Gardens управляли новой франшизой Торонто. Хотя НХЛ задумывалась как временная мера, продолжающийся спор с Ливингстоном привел к тому, что четыре владельца NHA встретились и через год сделали приостановку действия NHA постоянной.
В первую четверть века существования НХЛ лига соревновалась с двумя соперничающими высшими лигами, Хоккейной ассоциацией Тихоокеанского побережья и Хоккейной лигой Западной Канады, за игроков и Кубок Стэнли . НХЛ впервые расширилась до Соединенных Штатов в 1924 году с основанием « Бостон Брюинз », а к 1926 году состояла из десяти команд в Онтарио, Квебеке, районе Великих озер и на северо-востоке США.
В то же время НХЛ стала единственной высшей лигой и единственным претендентом на Кубок Стэнли. Сама игра в это время продолжала развиваться. Многочисленные новшества в правилах и оборудовании были внесены, поскольку НХЛ стремилась улучшить ход игры и сделать этот вид спорта более удобным для болельщиков. НХЛ играла с шестью игроками на сторону, а не с традиционными семью, и была одной из первых лиг, которая позволила вратарям вставать с ног, чтобы делать сейвы. След НХЛ распространился по Канаде, когда радиопередачи Фостера Хьюитта были слышны от побережья до побережья, начиная с 1933 года.
Были построены Montreal Forum и Maple Leaf Gardens, и в каждом из них проходили благотворительные матчи All-Star, проводимые для сбора денег для поддержки Эйса Бейли и семьи Хоуи Моренца в Торонто и Монреале соответственно. Карьера обоих игроков закончилась из-за инцидента на льду, когда Моренц в конце концов умер через месяц после того, как получил первоначальную травму. Эти ранние Матчи всех звезд НХЛ привели к ежегодным Матчам всех звезд, которые продолжаются и сегодня.
К 1942 году Великая депрессия и Вторая мировая война сократили лигу до шести команд. Со сцены ушли основатели команды Ottawa и команды расширения New York Americans, Montreal Maroons и Pittsburgh Pirates / Philadelphia Quakers . Команда расширения Detroit Falcons объявила о банкротстве в 1932 году и выжила только благодаря слиянию с Chicago Shamrocks из Американской хоккейной лиги и карманам преуспевающего владельца Джеймса Норриса, чтобы стать Detroit Red Wings . Отчаянные условия в Монреале означали, что город чуть не потерял обе свои команды в 1930-х годах; «Канадиенс» почти переехали в « Кливленд », но выжили благодаря более сильной поддержке болельщиков. Шесть команд, оставшихся в живых в 1942 году («Бостон Брюинз», « Чикаго Блэк Хокс », «Детройт Ред Уингз», «Монреаль Канадиенс», «Нью-Йорк Рейнджерс» и « Торонто Мэйпл Лифс »), сегодня известны как « первоначальная шестерка ».

## Задний план

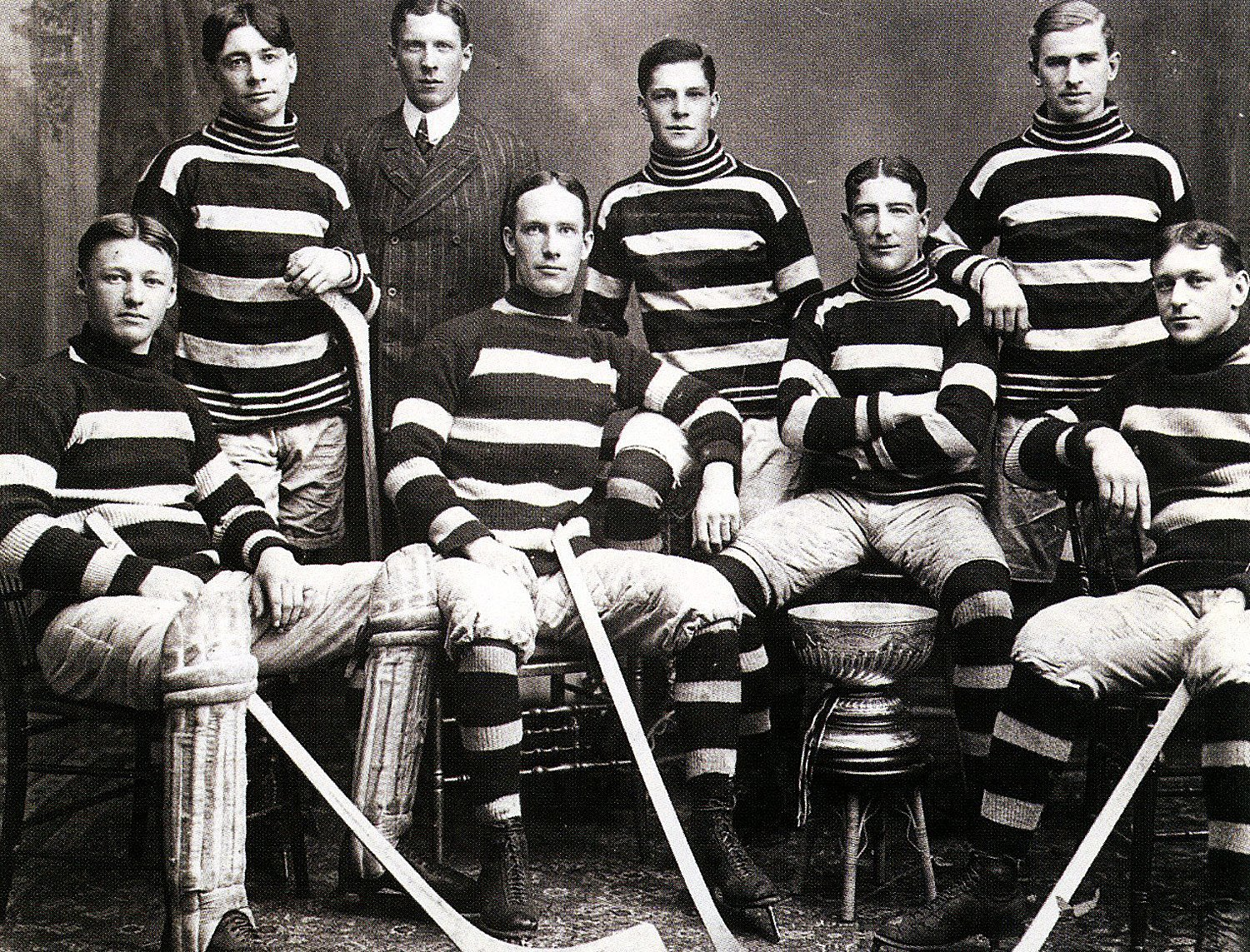
Хоккейный клуб Оттавы, «Серебряная семерка», с Кубком Стэнли в 1905 году.

Первые попытки регулировать соревновательные хоккейные матчи были предприняты в конце 1880-х годов. До этого команды соревновались в турнирах и нечастых соревнованиях, которые в то время преобладали в канадском спортивном мире. В 1887 году четыре клуба из Монреаля (« Монреаль », « Кристаллз », « Викторияс » и Университет Макгилла ) и ХК Оттавы сформировали Любительскую хоккейную ассоциацию Канады (AHAC) и разработали структурированный график. Лорд Стэнли пожертвовал Кубок Стэнли и назначил его попечителями шерифа Джона Свитленда и Филипа Дэнскена Росса ; они решили присудить его лучшей команде в AHAC или любой предварительно одобренной команде, выигравшей его в испытании. Поскольку Кубок носил благородный характер, его престиж очень пошел на пользу AHAC.
Координация и регулярный график, которые привнес AHAC, помогли коммерциализировать любительский хоккей, что противоречило духу преобладающей любительской этики. По мере того как важность победы росла, клубы AHAC начали набирать игроков со стороны, и неравенство в навыках между командами AHAC и командами других лиг стало более очевидным. Поскольку владельцы команд в AHAC хотели защитить Кубок Стэнли и сохранить честь организации, а владельцы катков хотели, чтобы хоккей для взрослых был их главной достопримечательностью, клубы AHAC все более неохотно принимали новые команды в лигу и взрослые серии. Когда в 1898 году к нему присоединилась относительно слабая Оттава Кэпиталз, пять первоначальных клубов вышли из AHAC и сформировали новую Канадскую любительскую хоккейную лигу (CAHL). В 1903 году четыре новые команды создали Федеральную любительскую хоккейную лигу (FAHL), а в 1904 году - Международную хоккейную лигу (IHL), базирующуюся в Су-Сент. Мариес, Верхний полуостров Мичигана и Пенсильвании была создана как первая полностью профессиональная лига. Способность IHL выплачивать зарплату вызвала «спортивную войну», в результате которой любительские клубы лишились лучших игроков, особенно в Хоккейной ассоциации Онтарио (OHA).
К сезону 1905–06 годов несколько рынков FAHL и CAHL были переполнены; В одном только Монреале было семь клубов. Чтобы решить эту проблему, лиги объединились в новую Любительскую хоккейную ассоциацию Восточной Канады (ECAHA), в которую вошли четыре монреальских клуба. Новая лига смешала в своих составах платных и любительских игроков, что привело к упадку IHL. С исчезновением IHL команды из Торонто, Берлина (ныне Китченер), Брантфорда и Гуэлфа заполнили образовавшуюся пустоту Профессиональной хоккейной лигой Онтарио (OPHL). Войны торгов за игроков привели к тому, что многие команды ECAHA потеряли деньги, и перед сезоном 1907–08 гг. «Монреаль Викториас» и «Монреаль ХК» ушли. ECAHA исключила из своего названия слово «любитель» в сезоне 1909 года, а 25 ноября закрылась. Оттава ХК, Квебек ХК и Монреаль Шемрокс основали Канадскую хоккейную ассоциацию (CHA), а позже лига приняла Montreal Le National и All-Montreal HC. Отклоненные кандидаты CHA сформировали Национальную хоккейную ассоциацию (NHA).
По сравнению с CHA географические расстояния между командами NHA были намного больше; однако финансовыми покровителями NHA были более известные бизнесмены. Эти бизнесмены применяли финансовые принципы, аналогичные принципам раннего бейсбола, и лиги быстро вступили в ожесточенную войну за игроков. В частности, после того, как Ренфрю был отклонен из CHA, он агрессивно преследовал любых игроков, которых хотел оттавский клуб CHA. Монреаль стал заметным полем битвы, поскольку NHA создала две франшизы, в том числе современный « Монреаль Канадиенс ». Обладая значительно более богатыми покровителями, NHA легко набрала лучших игроков, оставив команды CHA, за исключением Оттавы, относительно посредственными. Оттава регулярно побеждала своих соперников, и посещаемость и интерес к лиге упали. Последний сезон CHA длился восемь игр, и лига закрылась в 1910 году, когда ее клубы из Оттавы и Монреаля присоединились к NHA.

## Основание

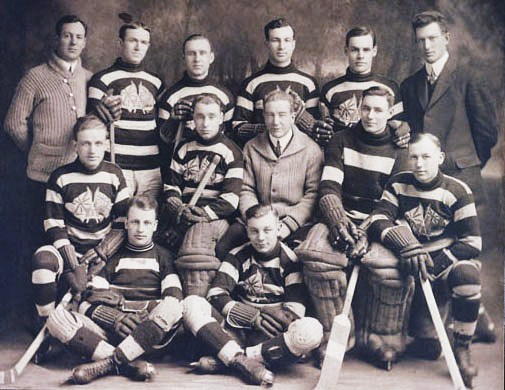
Сенаторы от Оттавы, изображенные в 1914–1915 годах, стали учредителями Национальной хоккейной лиги.

В сезоне 1916–17 годов NHA столкнулась с многочисленными проблемами. « Квебекские бульдоги » испытывали финансовые трудности, то время как самая популярная команда лиги, 228-й батальон Торонто , была отозвана для участия в Первой мировой войне. Ливингстон, с которым у них были проблемы с 1915 года. Перед началом сезона владельцы монреальских команд Сэм Лихтенхейн из « Уондерерс» и Джордж Кеннеди из «Канадиенс» пригрозили исключить «синих рубашек» из лиги из-за спора между игроками Ливингстона и 228-го батальона. Ливингстон также был в споре с сенаторами Оттавы по поводу прав на Сая Деннени, в то время как у Кеннеди и Ливингстона была взаимная неприязнь, которая иногда угрожала дойти до драки на собраниях лиги.
Остальные владельцы использовали потерю 228-го батальона как причину для ликвидации «синерубашечников» 11 февраля 1917 года. Монреальские команды выступили с предложением сократить NHA до четырех команд, удалив «синерубашечников», игнорирует попытки Ливингстона создать обновленное расписание из пяти команд.
Ливингстону пообещали, что его игроки будут возвращены ему после Сеанса. Рассредоточение игроков "синих рубашек", организованное секретарем лиги Фрэнк Колдер, было описано газетой Торонто "Mail and Empire" ' как «рейд игроков из Торонто». На том же собрании лига приняла предложение, предписывающее Ливингстону продать «Синих рубашках» к 1 июня.
Мы не выгнали Эдди Ливингстона. Прочь мысль. Это было бы незаконно и несправедливо. Кроме того, это не было бы спортивным. Мы только что подали в отставку и пожелали ему прекрасного будущего с франшизой Национальной ассоциации. — Сэм Лихтенхайн, как сказал спортивный журналист Элмер Фергюсон
К ноябрю 1917 года, когда продажа «синих рубашек» Ливингстона еще не была завершена, оставшиеся владельцы, понимая, что в соответствии с конституцией NHA они бессильны принудительно изгнать Ливингстона, решили приостановить действие NHA и сформировать новую лигу без Ливингстона. 26 ноября 1917 года, после нескольких встреч владельцев NHA в течение месяца, в отеле « Виндзор» в Монреале была создана Национальная хоккейная лига. Новую лигу представляли Уондерерс Лихтенхейна, Канадиенс Кеннеди, Томми Горман от имени сенаторов и Майк Куинн из Бульдогов. Новая команда в Торонто, находящаяся под управлением компании Toronto Arena Company, завершила лигу из пяти команд. НХЛ приняла конституцию NHA и назначила Колдера своим первым президентом. Квебек сохранил членство в НХЛ, но в том сезоне не действовал, поэтому их игроки были рассредоточены по драфту среди других команд.

### Протокол первой встречи
На встрече представителей хоккейных клубов, состоявшейся в отеле «Виндзор», Монреаль, 22 ноября 1917 года[,] присутствовали следующие[,] Г.В. Кендалл, С.Э. Лихтенхейн, Т.П. Горман, М.Дж. назвал, что в связи с приостановкой деятельности Национальной хоккейной ассоциации Канады с ограниченной ответственностью он созвал собрание по предложению Хоккейного клуба Квебека, чтобы выяснить, нельзя ли предпринять какие-либо шаги для продолжения игры в хоккей.Фрэнк Колдер был избран председателем, и последовало обсуждение, после которого он был выдвинут Т.П. Горманом, поддержанным Г.В. Кендаллом [:] «Что хоккейные клубы Канадиен, Уондерер, Оттава и Квебек объединяются в Национальную хоккейную лигу». Ходатайство было принято. Затем М. Дж. Куинн, поддержанный Г. В. Кендаллом, высказал мысль: «Эта Лига соглашается действовать в соответствии с правилами и условиями, регулирующими игру в хоккей, установленными Национальной хоккейной ассоциацией Канады с ограниченной ответственностью». Ходатайство было принято. На данном этапе г-н У.Э. Норти, представляющий компанию Toronto Arena Company, попросил разрешения на участие в собрании и был допущен. Г-н Норти объяснил, что интересы, которые он представляет, позволили ему заявить, что в случае формирования лиги, состоящей из четырех клубов, «Торонто Арена» пожелает представить команду для участия в соревновании. Получив это заверение, М.Дж. Куинн от имени Хоккейного клуба Квебека заявил, что последний готов выйти из игры при условии, что в отношении игроков, которые в то время являлись собственностью Хоккейного клуба Квебека, могут быть приняты соответствующие меры. После обсуждения было единодушно решено, что игроки Квебека будут переданы лиге за 700 долларов (семьсот долларов), из которых 50% должны быть выплачены хоккейному клубу Квебека клубом, выигравшим чемпионат, а 30% - клубом, выигравшим чемпионат. вторым клубом и 20% третьим клубом в гонке. . . .Затем собрание перешло к выборам должностных лиц. Следующие директора были избраны SE Lichtenhein (Wanderers), Martin Rosenthal (Оттава), GW Kendall (Canadiens) и директор, назначенный клубом Торонто.MJ Куинн был избран почетным президентом с правом голоса по вопросам, касающимся общего благосостояния лиги. Фрэнк Колдер был избран президентом и секретарем-казначеем с зарплатой в 800 долларов (восемьсот долларов) при том понимании, что его решения не могут быть обжалованы. . . .
НХЛ задумывалась как временная лига, поскольку владельцы надеялись убрать Ливингстона из Торонто, а затем вернуться в НХА в 1918–1919 годах. У Ливингстона были другие идеи: он подавал иски против новой лиги, владельцев и игроков, пытаясь сохранить свою команду. Тем не менее, НХЛ начала играть через три недели после своего создания, а первые игры состоялись 19 декабря в Оттаве и Монреале. Хотя точное время вбрасывания неизвестно. Поражение « Монреаль Уондерерс» со счетом 10–9 от « Торонто Аренас » на « Монреаль Арене» считается первой игрой лиги: Дэйв Ричи из «Уондерер» забил первый гол в новой лиге, а вратарь Берт Линдси одержал первую победу. Было объявлено, что игра в Монреале начнется в 20:15, перед матчем в Оттаве, который должен был начаться в 20:30. Кроме того, в отчетах об играх указывалось, что игра в Монреале началась вовремя, в то время как игра в Оттаве между «Канадиенс» и «Сенаторз» (выигранная «Канадиенс» со счетом 7–4) была отложена на короткое время из-за спора по контракту. Спустя сто лет годовщину первых матчей отметит игра NHL 100 Classic под открытым небом в Оттаве 16 декабря 2017 года между «Сенаторз» и «Канадиенс» (на этот раз «Сенаторз» выиграли со счетом 3:0).

## Ранние года
Первой суперзвездой НХЛ был «Фантом» Джо Мэлоун . Двукратный чемпион НХА по результативности, Мэлоун забил пять голов за «Монреаль Канадиенс» в победе над «Оттавскими сенаторами» со счетом 7–4 в ночь открытия НХЛ Мэлоун забил 44 гола в 20 играх в сезоне 1917–18, став лучшим в лиге.. Он снова возглавил НХЛ по результативности в сезоне 1919–20, забив 39 голов в 24 играх за «Квебек». В течение того сезона, 20 января 1920 года, Мэлоун забил семь голов в одной игре против « Торонто Сент-Патрикс », рекорд, который стоит до сих пор Мэлоун был избран в Зал хоккейной славы в 1950 .
Первый гол в истории НХЛ забил Дэйв Ричи из «Монреаль Уондерерс» через одну минуту после победы над «Торонто» со счетом 10–9, что стало единственной победой «Уондерерс» в НХЛ. 2 января 1918 года пожар уничтожил « Монреаль Арену», где выступали «Уондерерс» и «Канадиенс». В то время как «Канадиенс» переехали на « Юбилейную арену» на 3000 мест, Лихтенхайн решил отозвать «Уондерерс», сославшись на нехватку доступных игроков из-за войны. НХЛ продолжала существовать как лига с командами, пока Квебек не вернулся к ней в 1919 году.
В первые годы своего существования НХЛ продолжила формат разделенного сезона НХА. Чемпион первого тайма «Канадиенс» уступил чемпиону второго тайма команде «Торонто» в плей-офф 1918 года за Кубок О'Брайена с общим счетом 10–7 в серии из двух игр с общим количеством голов. Победа дала Торонто право сразиться с чемпионом Тихоокеанской хоккейной ассоциации Vancouver Millionaires в финале Кубка Стэнли. «Торонто» обыграли «Ванкувер» и стали первой командой НХЛ, выигравшей Кубок .
«Канадиенс» выиграли чемпионат НХЛ над «Сенаторз» в 1918–1919 годах и отправились на запад, чтобы встретиться с чемпионом PCHA, «Сиэтл Метрополитанс». Серию лучше всего помнят за ее отмену: в серии было две победы, два поражения и ничья (2–2–1) из-за пандемии испанского гриппа . Несколько игроков обеих команд заболели, что побудило чиновников здравоохранения Сиэтла отменить шестую и решающую игру. Защитник «Канадиенс » Джо Холл умер в результате гриппа 5 апреля 1919 года.
Между тем действующие чемпионы «Торонто» финишировали на последнем месте в обеих половинах сезона 1918–1919. 20 февраля 1919 года Торонто сообщил лиге, что отказывается от участия в соревнованиях. НХЛ удалось избежать сокращения до двух команд в сезоне 1919–20, когда команда была реорганизована в «Торонто Сент-Патрикс». Также вернулась франшиза Квебека (известная в этом сезоне как Спортивный клуб Квебека ), увеличив лигу до четырех команд. Клуб Квебека установил рекорд 4–20 в 1919–20, несмотря на возвращение Мэлоуна. Это был последний сезон франшизы в Квебеке, когда в 1920 году команда переехала в Гамильтон, Онтарио, чтобы стать « Гамильтон Тайгерс» .

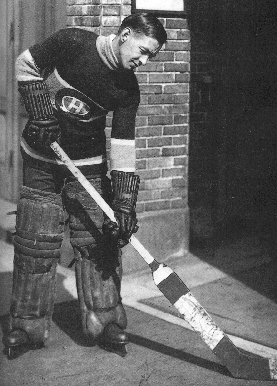
Жорж Везина провел 16 сезонов за «Монреаль Канадиенс» с 1910 по 1925 год. Везина Трофи назван в его честь.

На протяжении всего этого времени Ливингстон продолжал пытаться возродить NHA, созвав собрания лиги 20 сентября и 11 декабря 1918 года, на которых представители «Канадиенс», сенаторов и «Уондерерс» решили навсегда закрыть лигу с истекшим сроком действия.
Соревнование с WCHL
Начиная с 1921 года, НХЛ столкнулась с конкуренцией со стороны третьей высшей лиги, расположенной в прериях Хоккейной лиги Западной Канады (WCHL). Поскольку за таланты боролись три лиги, хоккеисты были одними из самых высокооплачиваемых спортсменов в Северной Америке. Они получали зарплату, эквивалентную зарплате лучших игроков Высшей бейсбольной лиги того времени. WCHL просуществовала всего шесть сезонов, объединившись с PCHA в 1924 году, но четыре раза бросала вызов НХЛ за Кубок Стэнли. В финале Кубка Стэнли 1923 года сенаторы победили эскимосов Эдмонтона, выбив Ванкуверских миллионеров PCHA. В 1924 году «Канадиенс» победили «Миллионеров» из PCHA и « Калгари Тайгерс » из WCHL благодаря двум локаутам Жоржа Везины и сильным атакам новичка-форварда Хоуи Моренца .
В 1924–25 годах «Гамильтон Тайгерс» заняли первое место в НХЛ после четырех последовательных последних мест. В то время как «Канадиенс» и «Сент-Патрикс» готовились к полуфинальному раунду плей-офф, игроки «Тигров», расстроенные тем, что команда получила значительную прибыль, несмотря на заявления о финансовых трудностях, объявили забастовку, требуя бонуса плей-офф в размере 200 канадских долларов каждый. Под угрозой штрафов, дисквалификации и возможного судебного иска со стороны президента лиги Фрэнка Колдера игроки во главе с Билли Берчем и Шорти Грином держались твердо. Затем Колдер отстранил всю команду и объявил Монреаль чемпионами НХЛ после того, как они победили Торонто в полуфинале.
«Канадиенс» встретились с « Виктория Кугарс», затем из WCHL, в финале Кубка Стэнли 1925 года . Виктория обыграла Монреаль со счетом три: один в финале до пяти побед. При этом они стали последней командой, не входящей в НХЛ, выигравшей Кубок Стэнли. Год спустя WCHL прекратила свою деятельность, а ее активы были куплены НХЛ за 300 000 долларов. Тем временем права на игроков «Тигров» были куплены за 75 000 долларов нью-йоркским мафиози Биллом Двайером, чтобы обеспечить его расширение New York Americans . Американцы начали играть в 1925 году, заменив «тигров».

## Расширение 1920-х годов
В 1924 году НХЛ выросла до шести команд, добавив вторую команду в Монреале, Maroons, и первую американскую команду, Boston Bruins. «Брюинз» были куплены Чарльзом Адамсом, финансистом продуктового магазина, который впервые заинтересовался хоккеем во время плей-офф Кубка Стэнли, заплатив за команду 15 000 долларов. Maroons были созданы, чтобы заменить Wanderers и понравиться английскому населению Монреаля. Первой игрой НХЛ, сыгранной в Соединенных Штатах, была победа Брюинз со счетом 2: 1 над Марунами на Бостонской арене 1 декабря 1924 года на хоккейной площадке, которая существует до сих пор и используется в 21 веке. Американский студенческий хоккей и другие студенческие виды спорта в закрытых помещениях.
Монреальский Форум, который в последующие десятилетия стал синонимом Канадиенс, был построен в 1924 году для размещения маронов. «Канадиенс» перебрались на Форум только два года спустя. Форум провел свой первый финал Кубка Стэнли за второй год своего существования, когда Maroons победили Викторию Кугарс из WCHL в финале Кубка Стэнли 1926 года, когда в последний раз команда, не входящая в НХЛ, боролась за Кубок.

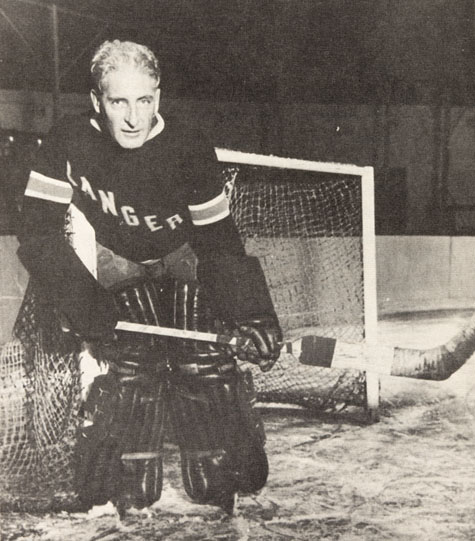
Тренер «Нью-Йорк Рейнджерс» Лестер Патрик был вынужден забить гол в финале Кубка Стэнли 1928 года.

Нью-йоркские американцы начали играть в 1925 году вместе с третьей американской командой НХЛ, Pittsburgh Pirates . В сезоне 1926/27 были добавлены еще три команды. Текс Рикард, оператор тогда еще нового стадиона « Мэдисон Сквер Гарден», построенного в 1925 году, за год до этого неохотно допустил американцев на свою арену. Однако американцы были настолько популярны в Нью-Йорке, что он решил, что его арена может выдержать вторую команду. В результате 15 мая 1926 года Рикарду были переданы « Нью-Йорк Рейнджерс  . В ноябре того же года лига объявила, что города Детройт и Чикаго получат команды. Детройт приобрел активы Victoria Cougars для расширения Detroit Cougars . Игроки Portland Rosebuds были проданы кофейному магнату Фредерику Маклафлину для его новой команды Chicago Black Hawks. Благодаря трем новым франшизам в НХЛ осталось десять команд.
«Рейнджерс» вышли в финал Кубка Стэнли 1928 года всего за второй сезон против «Марунз». Лорн Шабо получил травму в начале второй игры серии, в результате чего «Рейнджерс» остались без вратаря. Поскольку Maroons не хотели позволять «Рейнджерс» заменить вратаря, наблюдающего за матчем с трибун «Монреальского форума», тренер «Рейнджерс» Лестер Патрик сам был вынужден забить гол. Защитник во время своих игровых дней, 44-летний Патрик пропустил только один гол при 19 бросках, поскольку «Рейнджерс» выиграли игру в овертайме со счетом 2–1. На следующий день «Рейнджерс» подписали голкипера «Нью-Йорк Американс» Джо Миллера и выиграли Кубок Стэнли в пяти играх.

## Конн Смайт и Торонто Мэйпл Лифс

### Судебные баталии Ливингстона
На протяжении первого десятилетия существования НХЛ Эдди Ливингстон продолжал отстаивать свои права на франшизу «Торонто» в суде. 18 октября 1923 года Верховный суд Онтарио присудил Ливингстону компенсацию в размере 100 000 долларов. Владелец Сент- Патрикса Чарли Куэрри неоднократно пытался помешать Ливингстону получить свои награды. В 1923 году он передал право собственности на свою команду своей жене Иде, что сделало ее первой женщиной-владельцем в истории хоккея. Позже Апелляционный суд Онтарио уменьшил сумму в 100 000 долларов до 10 000, в результате чего Ливингстон подал апелляцию в высший суд Британской империи, Судебный комитет Тайного совета в Лондоне, Англия; суд отклонил его требование.
Несмотря на сокращение вознаграждения, сочли, что выполнение своих обязательств перед Ливингстоном слишком велико, и в результате в 1927 году выставили на продажу Сент-Патрикс. 14 февраля 1927 года St. Patricks были проданы группе, представленной Конном Смайтом, за 160 000 долларов, несмотря на потенциально более выгодное предложение от группы из Филадельфии . Одним из первых шагов, которые сделал Смайт, было переименование своей команды в «Торонто Мэйпл Лифс».
Когда Смайт купил «Лифс», он пообещал, что команда выиграет Кубок Стэнли в течение пяти лет. С этой целью Смайт хотел привлечь звездного игрока, чтобы помочь своей команде. В 1930 году, когда сенаторы испытывали финансовые трудности из-за Великой депрессии, они выставили короля Клэнси на продажу. Партнёры Смайта могли предложить только 25 000 долларов за звезду защиты «Оттавы», что составляет половину запрашиваемой цены «Оттавы». Пытаясь собрать деньги, Смайт включил принадлежащую ему чистокровную скаковую лошадь Rare Jewel в Coronation Futurity Stakes с коэффициентом 106–1. Rare Jewel выиграл гонку, заработав Смайту более 15 000 долларов. Затем Смайт приобрел Клэнси за 35 000 долларов и двух игроков за 15 000 долларов, что было беспрецедентной ценой для одного игрока. Кроме того, это была единственная гонка, когда-либо выигранная Rare Jewel.

### "Безумие Смайта"

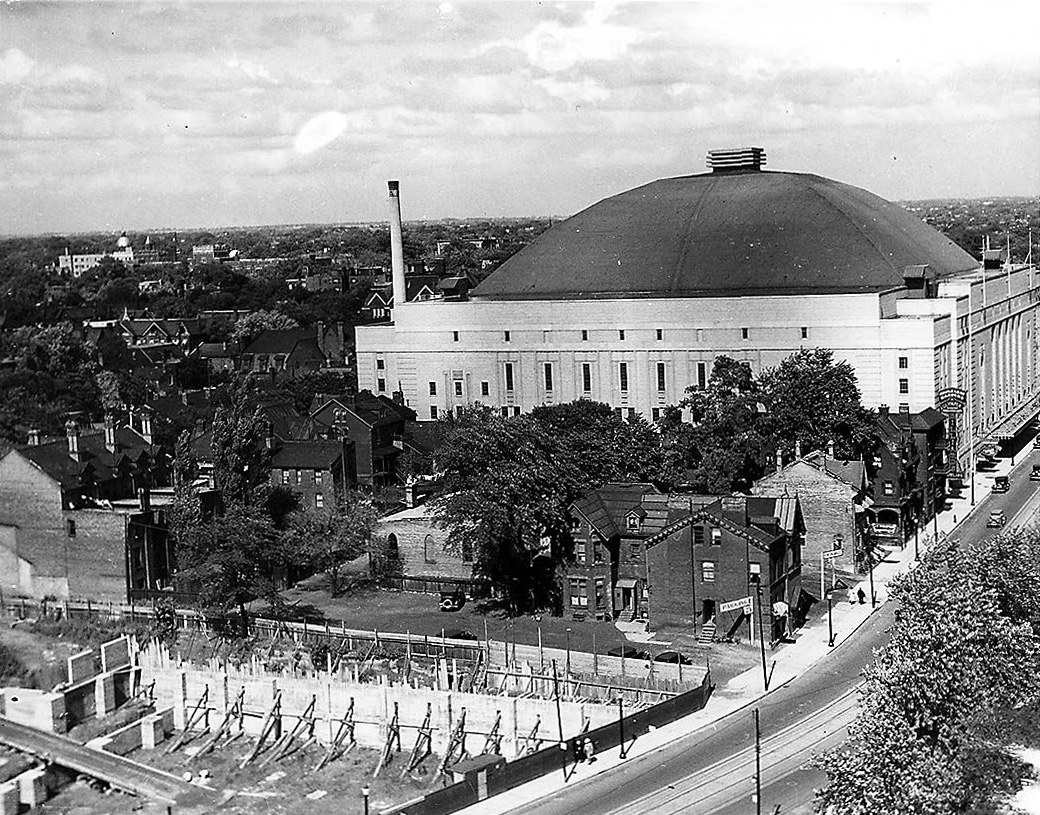
Сады кленового листа в 1934 году.

Смайт также задумал построить новый храм для своей команды. Он описал его как «место, куда люди могут пойти в вечерней одежде, если они хотят прийти туда на вечеринку или ужин ... место, куда люди могут с гордостью приводить своих жен или подруг». Смайт купил участок земли на углу улиц Черч и Карлтон у сети универмагов Eaton за 350 000 долларов. Скептики утверждали, что Смайт никогда не построит арену и не заполнит ее, поскольку Депрессия была в самом разгаре. Они назвали план арены «Безумием Смайта». Чтобы помочь финансировать арену, Лифс убедили строителей принять 20% своей заработной платы в виде акций на арене. Всего через 4,5 месяца после закладки земли 12 ноября 1931 года открылись Сады кленового листа . Многие из аншлаговой толпы из более чем 13 000 человек были одеты в вечерние наряды в ответ на заявленную Смайтом цель строительства арены. В 1932 году, через пять лет после обещания Смайта, «Лифс» выиграли Кубок Стэнли в трех играх над «Рейнджерс».
В Maple Leaf Gardens также была знаменитая «гондола», будка для вещания, специально построенная для Фостера Хьюитта . Хьюитт начал транслировать хоккейные матчи в 1923 году на радиостанции CFCA, принадлежащей его отцу, У.А. Хьюитту . Это было задание, которого он изначально не хотел. Смайт поддерживал трансляцию игр Leafs, в отличие от владельцев других команд, которые опасались, что трансляция игр по радио приведет к сокращению доходов от продажи билетов. К 1931 году Хьюитт зарекомендовал себя как голос хоккея в Канаде со своей знаменитой крылатой фразой : « Он бросает, он забивает! » Впервые прозвучал в национальной хоккейной передаче General Motors на радиосети CNR . 1 января 1933 года передачи Лифса были услышаны по всей Канаде на 20 станциях преемницы CN Radio, Канадской комиссии по радиовещанию (сегодня Канадская радиовещательная корпорация ). Трансляции Хьюитта быстро привлекли более миллиона слушателей. Эти трансляции предшествовали Hockey Night in Canada, традиции субботнего вечера, которая продолжается и сегодня.

### Выгодная игра Эйса Бейли
13 декабря 1933 года защитник «Брюинз» Эдди Шор, ошеломленный после того, что он принял за шах Эйса Бейли из «Торонто», атаковал последнего игрока сзади, подбросив Бейли в воздух и заставив его получить серьезный перелом черепа после приземления. на его голове. Чек был настолько порочным, что Бэйли устроили последние обряды перед транспортировкой в больницу в Бостоне. Нейрохирурги работали всю ночь, чтобы спасти ему жизнь; однако прогноз Бейли был настолько мрачным, что утренние газеты напечатали сообщение о его смерти. Бэйли выжил, но больше никогда не играл профессионально. Шор в конечном итоге отбыл дисквалификацию на 16 игр за нападение и избежал обвинения в непредумышленном убийстве, если бы Бейли умер.

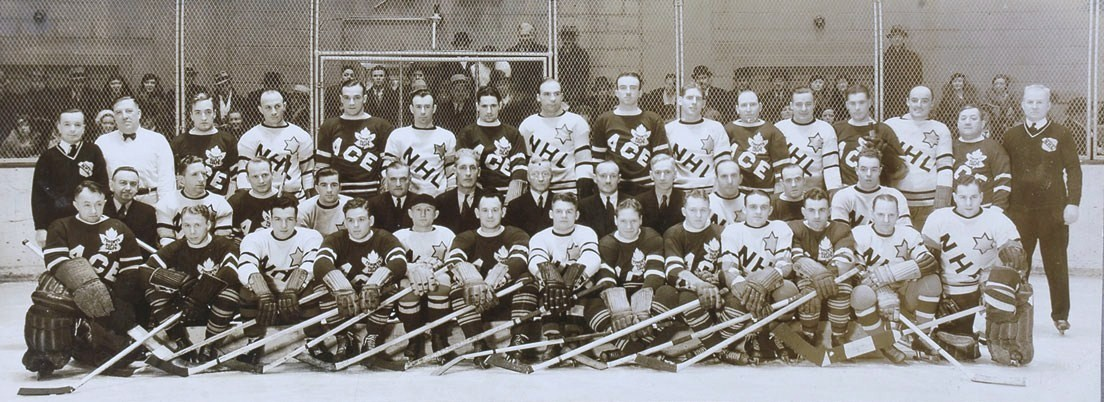
Участники благотворительной игры Ace Bailey

Чтобы собрать деньги на выздоровление Бейли, февраля 1934 года в Maple Leaf Gardens был проведен благотворительный матч всех звезд Эйса Бейли . «Мэйпл Лифс» обыграли звездную команду игроков из остальной части лиги со счетом 7–3, собрав более 20 000 долларов. Перед игрой «Лифс» объявили, что ни один игрок из «Торонто» больше никогда не будет носить 6-й номер Бейли, что стало первым случаем в истории НХЛ, когда команда отказалась от номера игрока на футболке. Перед игрой каждый игрок вышел и пожал руку Бейли, получив свою звездную майку. Последним игроком, сделавшим это, был Эдди Шор. Толпа, притихшая при приближении Шора, разразилась громкими аплодисментами, когда Бейли протянул руку к нападавшему. Элмер Фергюсон назвал этот момент «самым драматическим событием, которое я когда-либо видел в хоккее».

## Великая депрессия

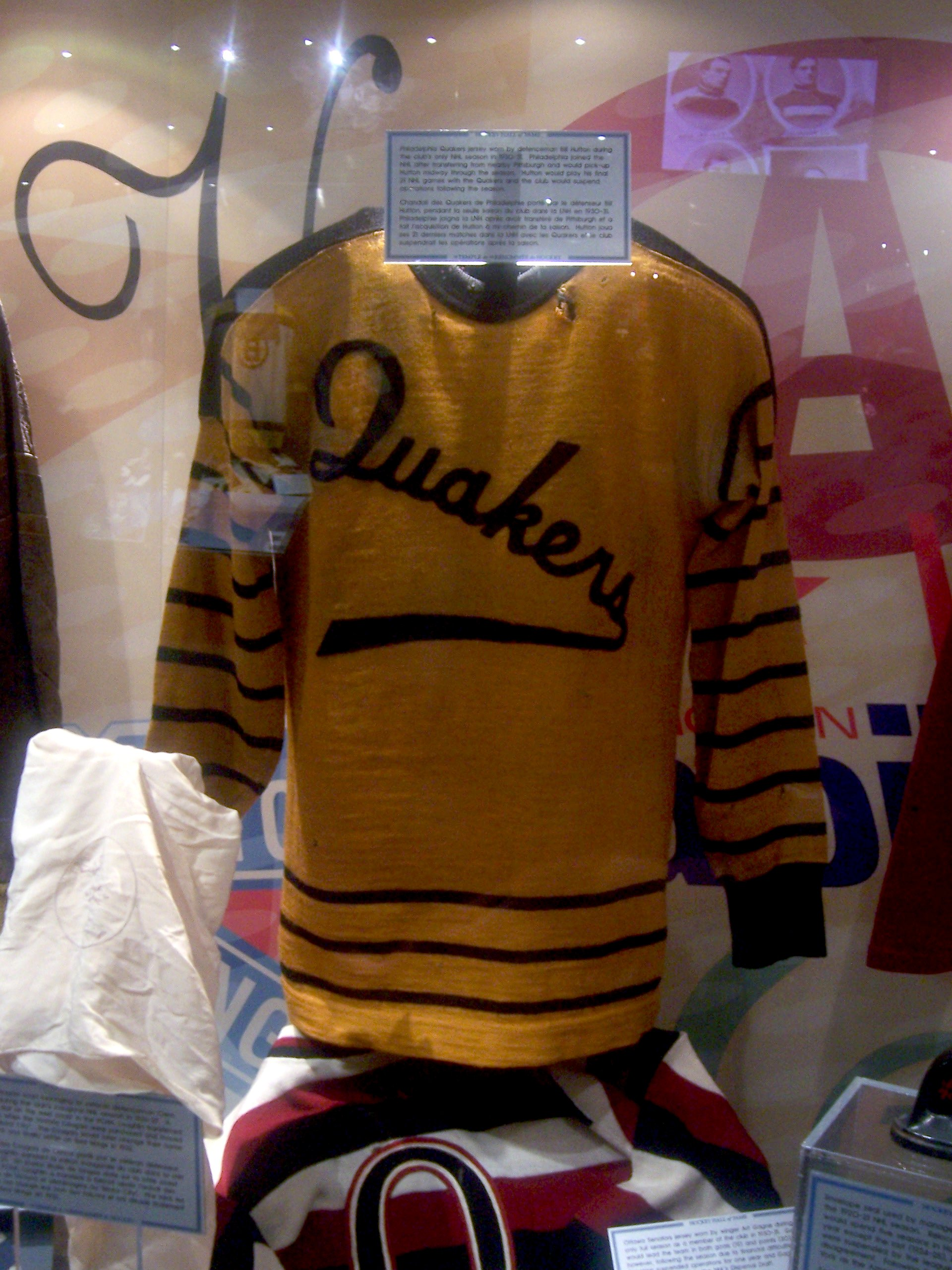
Свитер филадельфийских квакеров 1930–1931 годов; Квакеры были одной из четырех франшиз, потерпевших крах в период с 1931 по 1942 год.

Пока Смайт строил Maple Leaf Gardens, несколько других команд столкнулись с финансовыми трудностями. В конце сезона 1929–30 «Питтсбургские пираты» имели долг в размере 400 000 долларов США и переехали в Филадельфию, чтобы стать «Филадельфийскими квакерами». Квакеры продержались всего один сезон, прежде чем приостановить свою деятельность в 1931 году вместе с сенаторами от Оттавы. Квакеры так и не вернулись, но Оттава возобновила свою деятельность в 1932–1933 годах. Сенаторы продолжали бороться, и, несмотря на обещание Колдера в 1934 году, что сенаторы никогда не покинут «родину хоккея в Канаде», команда, тем не менее, была переведена на юг, чтобы стать « Сент-Луис Иглз » . «Иглз» отыграли в Сент-Луисе всего один год, прежде чем попросить разрешения приостановить деятельность. Лига отказалась, а вместо этого купила и распустила команду. Игроки «Орлов» были рассредоточены среди оставшихся команд. Было объявлено, что в сезоне 1935–36 НХЛ будет состоять из восьми команд.
Тем летом франшиза «Канадиенс» была выставлена на продажу после убытков в размере 60 000 долларов за предыдущие два сезона. Более сорока тысяч семей и 150 000 человек получали социальную помощь в Монреале. Владельцы Лео Дандуран и Джозеф Каттаринич вели переговоры с AC Sutphin о продаже клуба и переезде его в Кливленд. Незадолго до сезона синдикат местных монреальских бизнесменов во главе с Морисом Форже и Эрнестом Саваром выступил вперед, чтобы купить клуб и помешать трансферу.

### Хоуи Моренц
В то же время лига снизила потолок зарплат до 62 500 долларов на команду и 7 000 долларов на игрока. Несколько хорошо оплачиваемых звездных игроков были проданы, поскольку команды пытались уложиться в рамки. Самым громким именем был Хоуи Моренц из Монреаля, трехкратный обладатель Hart Trophy, двукратный лидер по результативности и лицо организации «Канадиенс». Привлекая всего 2000 болельщиков за игру на арене, вмещающей 10 000 человек, владелец «Канадиенс» Лео Дандюран отправил свою звезду в «Блэк Хокс». Болельщики Монреаля выразили свое мнение о сделке, аплодируя Моренцу стоя, когда он забил «Канадиенс» в последний день сезона 1935 года. Менее чем через два сезона Моренц был обменян обратно в «Монреаль» после недолгой игры за «Рейнджерс».
28 января 1937 года конек Моренца зацепился за лед, когда его проверял Эрл Зайберт из Чикаго; он сломал ногу в четырех местах. 8 марта Моренц умер от коронарной эмболии. Товарищ Моренца по команде Орель Жолиа по-другому объяснил его смерть: «Хоуи любил играть в хоккей больше, чем кто-либо когда-либо любил что-либо, и когда он понял, что больше никогда не будет играть, он не смог с этим жить. Я думаю, Хоуи умер от разбитого сердца. В день его похорон 50 000 человек прошли мимо гроба Моренца на центральном льду Монреальского форума, чтобы отдать последний долг человеку, которого СМИ назвали «Хоккейным Бэйбом Рутом». Благотворительная игра, проведенная в ноябре 1937 года, собрала 20 000 долларов для семьи Моренца, поскольку Матч всех звезд НХЛ победил «Монреаль Канадиенс» со счетом 6–5. Моренц был одним из первых игроков, избранных в Зал хоккейной славы при его создании в 1945 году.

### "Всеамериканская" команда Чикаго

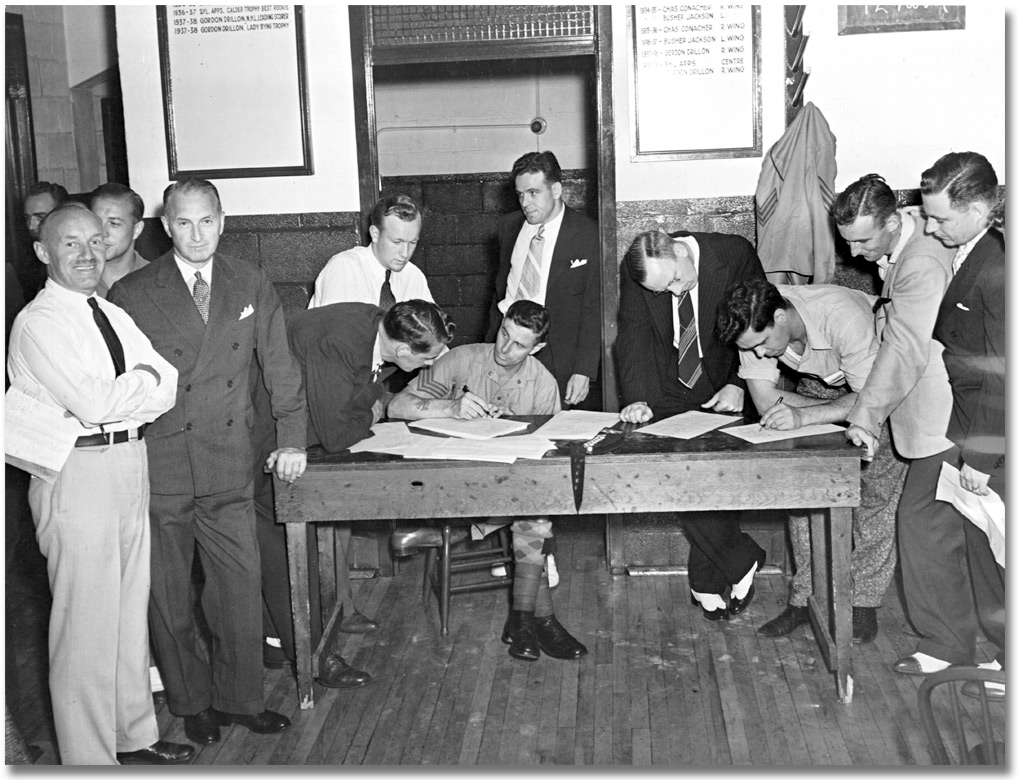
Конн Смайт вступает в ряды канадской армии в 1939 году.

В середине 1930-х владелец Black Hawks и стойкий американский националист Фредерик Маклафлин приказал своему генеральному менеджеру собрать команду только из американских игроков. В то время Таффи Абель был единственным игроком американского происхождения, который регулярно играл в лиге. «Блэк Хокс» наняли судью Высшей бейсбольной лиги Билла Стюарта, чтобы он стал первым американским тренером в истории НХЛ. Их вел в ворота миннесотец Майк Каракас, один из восьми американцев в списке из 14 человек. «Всеамериканская» команда «Блэк Хокс» 1937–38 годов выиграла только 14 из 48 игр, заняв третье место в американском дивизионе. Однако в плей-офф «Ястребы» расстроили «Канадиенс» и американцев и вышли в финал Кубка Стэнли против пользующихся большим успехом «Мэйпл Лифс».
В первой игре финала «Ястребы» были вынуждены использовать вратаря низшей лиги Алфи Мура после того, как Каракас сломал палец на ноге. Мур привел «Ястребов» к победе со счетом 3–1, прежде чем НХЛ признала его не имеющим права играть в оставшейся части серии. После того, как «Чикаго» проиграли вторую игру, Каракас вернулся в ботинке со стальным носком и привел «Ястребов» к победам в третьей и четвертой играх, а также к Кубку Стэнли. « Блэк Хокс» 1938 года остаются единственной командой в истории НХЛ, выигравшей Кубок Стэнли, несмотря на проигрыш в регулярном сезоне.

### Шесть команд лиги
В финале Кубка Стэнли 1942 года пользующиеся большой популярностью «Мэйпл Лифс» сначала обнаружили, что не могут противостоять стратегии «Ред Уингз», занявшей пятое место, по броску шайбы в зону атаки, а затем погоне за ней, в результате чего они проиграли первые три игры финала. . Тактика Джека Адамса «сбросить и преследовать» привела к тому, что вратарь «Лифс» Терк Брода объявил «Крылья» «непобедимыми». Однако «Торонто» восстановился, выиграв последние четыре игры и Кубок Стэнли. «Лифс» 1942 года остаются единственной командой в истории НХЛ, которая вернулась после дефицита 3–0 и выиграла серию чемпионатов.
Из-за финансовых трудностей и неспособности конкурировать с «Канадиенс» за поддержку болельщиков в Монреале «Мароны» приостановили свою деятельность до сезона 1938–39 после того, как им было отказано в разрешении на переезд в Сент-Луис. Шесть игроков Maroons были переведены в Canadiens, а трое проданы Black Hawks. Американцы, которые также боролись в Нью-Йорке и находились под контролем лиги, в 1940 году были переданы Red Dutton с приказом улучшить финансовое положение клуба. К 1942 году 90 игроков ушли из НХЛ на действительную военную службу во время Второй мировой войны. Продолжая испытывать финансовые трудности и из-за нехватки игроков, американцы были отстранены от участия в сезоне 1942–43. Так началась эпоха Национальной хоккейной лиги, получившая название «первая шестерка».

## Правила и нововведения

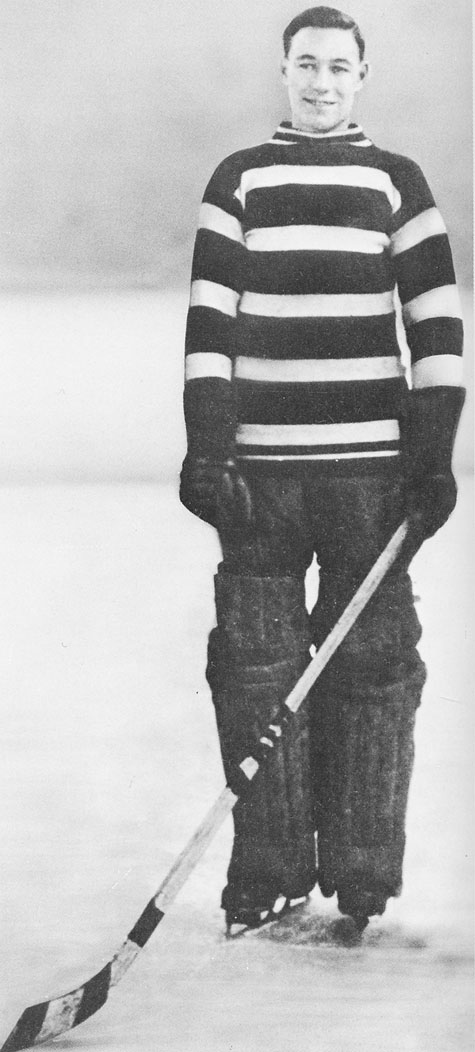
Клинт Бенедикт, показанный в 1923 году, стал первым вратарем, который использовал защитную маску в игре в 1930 году.

В 1920-е годы по мере развития спорта были внесены многочисленные нововведения в правила. «Оттавские сенаторы» выиграли три Кубка Стэнли в начале 1920-х, используя сильную защиту и вратарскую игру Клинта Бенедикта, который зафиксировал рекордные пять аутов за сезон из  игр в 1921 году. «Сенаторы» использовали стратегию, при которой и защитники, и нападающие всегда оставались в своей зоне после того, как они вырвались вперед. После третьего чемпионата «Сенаторов» в 1924 году Фрэнк Колдер объявил незаконным, чтобы более двух игроков находились в их зоне защиты, если шайбы не было.
Однако защита продолжала доминировать в игре, как и в 1928–29 годах, в лиге в среднем забивалось менее трех голов за игру. Вратарь «Канадиенс» Джордж Хейнсворт установил рекорд лиги, сыграв 22 локаута всего в 44 играх. В результате лига разрешила использовать передачу вперед во всех зонах, начиная с 1929 года; ранее передача вперед разрешалась только в оборонительной и нейтральной зонах. Это изменение привело к увеличению количества голов в атаке до 6,9 голов за игру в течение первой трети сезона, поскольку игроки начали парковаться на площади ворот соперника. В ответ лига в начале сезона 1929–30 ввела правило « вне игры », запрещающее нападающим входить в зону соперника до шайбы. Несмотря на это, Куни Вейланд, Дит Клэппер и Хоуи Моренц преодолели отметку в 40 голов, став первыми игроками, сделавшими это после того, как Джо Мэлоун забил 44 гола в первом сезоне НХЛ.
Губернатору «Бостон Брюинз» Чарльзу Адамсу давно не нравилась тактика защиты, когда шайба бросалась по льду (« обледенение ») для ослабления давления. После того, как нью-йоркские американцы забросили шайбу 61 раз в победе со счетом 3–2 в Бостоне в сезоне 1936–37, Адамс пообещал, что позаботится о том, чтобы «Брюинз» играли в Нью-Йорке в том же стиле. Верные его слову, «Брюинз» забросили шайбу 87 раз при счете 0: 0 в Мэдисон-Сквер-Гарден. В следующем сезоне НХЛ ввела правило обледенения, требующее вбрасывания в защитной зоне нарушившей команды после каждого нарушения.
Бенедикт стал первым вратарем, который носил защиту лица во время игры, так как 20 января 1930 года он надел маску, чтобы защитить сломанный нос. Маска заслоняла обзор Бенедикта, и вскоре после этого он отказался от неё. Позже в том же сезоне Бенедикт снова попал под шайбу, что фактически положило конец его карьере в НХЛ. Это была не первая попытка изменить то, как вратари играют на своей позиции. Когда НХЛ была сформирована, лига отказалась от правила, запрещающего вратарям поднимать ноги, чтобы сделать сейв. В то время как NHA налагала штраф в размере 2 долларов каждый раз, когда вратарь вставал с ноги, Колдер отверг эту идею для НХЛ. Его цитировали: «Насколько я понимаю, они могут стоять на голове, если захотят». Эта фраза стала и остается сегодня популярным способом описать вратаря, который отлично играет.
Арт Росс был одним из первых новаторов игры. Он спроектировал сетки ворот с закругленными углами, которые стали стандартом лиги, заменив старые сетки с квадратной спинкой. Он также успешно выступал за использование шайб из синтетического каучука, а не из настоящего каучука. Однако некоторые изобретения Росса не прижились. Росс изобрел шайбу с закругленными краями, от которой отказались после того, как вратари пожаловались на их неустойчивое поведение на льду. Он также создал хоккейную клюшку, состоящую из двух частей, с металлическим стержнем и сменными деревянными лезвиями. В то время эта идея не прижилась, но она стала предшественником современных композитных клюшек, используемых сегодня.

## Лента новостей
- Торонто Мэйпл Лифс, известный как Сент-Патрикс, 1919–1927 гг.
- Детройт Ред Уингз, известный как Cougars 1926–1930 и Falcons 1930–1932.
- Американцы из Нью-Йорка, известные как бруклинские американцы, 1941–1942 гг.
- "SC" обозначает выигранный Кубок Стэнли.